# Anii 910
Secole: Secolul al IX-lea - Secolul al X-lea - Secolu XI
Decenii: Anii 860 Anii 870 Anii 880 Anii 890 Anii 900 - Anii 910 - Anii 920 Anii 930 Anii 940 Anii 950 Anii 960
Ani: 910 | 911 | 912 | 913 | 914 | 915 | 916 | 917 | 918 | 919